# Naser al-Din
Naser al-Din (mort vers 1650), de nom real Abu Bakr, anomenat també Abehom ben Abhour, fou un imam i marabut d'origen lemtuna, és a dir descendent dels amazics del grup sanhadja que van baixar al sud amb Abu-Bakr ibn Úmar, un dels iniciadors del moviment almoràvit. Cheikh Sidia dona així la seva filiació: Abehom fill d'Atjfara Mohand, fill de Yaqoub, fill de Kedam, fill d'Atjfagha Mohand, fill de Yahia, fill de Mohond Amrar, ancestre dels Oulad Dîman.

## Personalitat
Era caritatiu i amable i un marabut instruït i pietós; tenia una dona bellíssima però rarament i tenia relacions, ja que sempre estava ocupat en la pregària. El seu misticisme aviat va cridar l'atenció de tots i va agafar la reputació d'home sant. Fou considerat del mateix nivell que l'alfaquí més notable del seu temps, Abu Mohammed Abd Allah de Chingueti. Se li van atribuir alguns miracles; els seus seguidors fanàtics (telàmides) i es va fer dir Sidna (nostre mestre) i Imamna (nostre Pontífex), i el més religiós de Mohi ed-Din i Moqim ed-Din (l'apòstol de la religió) i Naser al-Din (defensor de la religió), que fou el que finalment va prevaldre.

## Expansió
En aquell moment els tenguella del regne de Denanke havien assolat la regió i aquesta no tenia cap govern. Així que es va fer proclamar imam o cap religiós i polític sota una acàcia del desert; va elegir un consell de notables entre les famílies més influents de les tribus tachomcha, entre els quals els seus germans Munir al-Din i Homeïn i el seu visir Abhom ben Ahmed (en endavant Qadi Othman). El primer que va fer fou donar instrucció militar als pastors i als tolba o deixebles de l'imam, i es van entrenar fent ràtzies al territori del regne de Denanke regit pels Tenguella i van rescatar moltes dones i nens zouaïa que havien estat capturats en incursions anteriors dels negres. Al-Nahoui dels Id Yelba (Brakna) va conquerir part de Futa Toro i en va rebre el comandament. Al-Fadel fill d'Abu Iadel, encara que cec, es va apoderar del Diolof o Djolof o en fou nomenat Siratik. El Cayor va caure en mans de Ndiaye Silla, wòlof al servei dels maures, i la província de Rebb (Niani-Ouli) a mans d'Abiboula Silla, un altre wòlof; els dos foren nomenats governadors dels països conquerits.
Després es va conquerir la Chemana sota al-Fadel ben Mohammed Al-Kouri, ajudat per Ahmed ben El-Amin i els Ida Ou El-Hadj. La batalla decisiva entre les tropes maures i les dels Tenguella es va donar prop del riu Senegal, a Obakh, entre Dagana i Richard Toll. Els maures donaven al sultà enemic el nom de Bou Regrig el qual va ordenar al seu general uns preparatius; aquest general sembla que fou subornat pels maures i en aixecar el dia els maures van derrotar els Tenguella completament i el sultà va morir; el govern del territori fou confiat pel gran visir Qadi Othman, a un indígena dels Kçour de Guennar, o sigui de la riba dreta, però al cap de poc la gent va poder triar al seu governant, que fou Antaï Sar, cunyat d'Hemmar Fal i de Bou Diengara, família que dirigia feia algun temps als negres sedentaris de la Chemana. El seu pare Hemmar Fal, fou deixeble de Mostafa ould Maham Saïd, oncle patern de Mohammed Al-Yadali, dels Oulad Diman-Ida Oudeï. L'elecció no va agradar a Naser al-Din que va profetitzar que els que l'havien elegit moririen a les seves mans.

## Guerra de Babbah
En aquells moments els Hassànides estaven manats per Haddi, fill d'Ahmed ben Daman i pels seus germans i oncles, i veien amb preocupació l'augment del poder dels Zenouïa o zouaïa. A instigació d'ells un notable dels Tachedbit, de nom Babbah, va refusar pagar l'impost religiós o zakat i quan se'l va amenaçar amb la força els Tachedbit van demanar ajut a Haddi que ja estava a punt i amb les seves bandes Oulad Abhoum va assaltar la caravana del cadi recaptador Sidi al-Hassan ben al-Qadi i la va saquejar, agafant camells i cabres i fent alguns presoners. Els Zouaïa volien evitar l'enfrontament i van enviar una delegació a negociar sense èxit per la pressió de Mahmoud ben Abella, cap merafra. La guerra fou inevitable i va agafar el nom de Babbah (Cherr Babbah o Guerra de Babah).
Els Zouaïa comptaven amb l'aliança dels Oulad Rizg, els zenagues (tributaris) i els captius i esclaus propis, i els contingents de negres reclutats al Senegal, però eren pacifistes i estaven en certa manera dividits, tant internament com amb algunes agrupacions: els Ida ou Ali de l'Adrar i Chingueti, no els donaven suport; i els Tachedbit no s'amagaven d'estar al costat dels hassànides; els merafres en canvi estaven ben compactats: tots els descendents de Terrouz i la seva família, els set fills de Daman, els corresponents tributaris, clients, esclaus, i a més eren guerrers experimentats; comptaven també amb el suport dels braknes.

## Mort
El 1644 Naser al-Din va reagrupar les seves forces al Tiris (uns 12.000 homes) però foren derrotats pels seus rivals en una batalla parcial a Hassi Dijou, prop de Ziré al sud del marigot dels Maringouins. Poc temps després en el combat de Tirtillas a l'Aoulil (a les salines de Trarza, a l'altura de Mederdra) els merafres van ser derrotats però fou una victòria pírrica, ja que Naser al-Din va resultar mort així com molts dels seus lloctinents. Els seus enemics van perdre a Mahmud ben Abella, cosí del xeic Haddi. La data de la batalla no es coneix, però va haver de ser propera al 1650. La guerra de Babbah durarà fins al 1674. El següent imam elegit fou al-Faqih Lamin.